# Günter Geisen
Günter Geisen (* 20. Februar 1959 in Oberhausen) ist ein deutscher Poolbillardspieler und -Cheftrainer der Deutschen Billard-Union. Er war achtzehnmal Deutscher Einzel-Meister (achtmal bei den Herren, zehnmal bei den Senioren), neunmal Senioren-Europameister und 1981 Vize-Europameister der Herren in der Disziplin 8-Ball. Zudem gewann er mit seinen Vereinen insgesamt achtmal die 1. Bundesliga Pool.

## Karriere
Im Rahmen der Deutschen Meisterschaft 1977 belegte Geisen in der Disziplin 8-Ball-Pokal den vierten Platz, bevor er bei der Ausgabe 1979 die Disziplin gewann. Den Titel konnte er bis einschließlich 1983 verteidigen und wurde also fünfmal in Folge deutscher Meister im 8-Ball-Pokal. Im selben Zeitraum gewann er einmal Bronze und belegte zweimal den vierten Platz in der Disziplin 14/1 endlos, während er zweimal in der Disziplin 8-Ball Meister wurde. Im selben Zeitraum war Geisen auch bei der Poolbillard-Europameisterschaft im 8-Ball erfolgreich und gewann dreimal Bronze sowie im Jahr 1981 Silber. Von 1983 bis 1988 wurde er mit Rot-Weiß Oberhausen sieben Mal Deutscher Mannschaftsmeister (fünf Mal im 8-Ball, zweimal im 14/1 endlos). 1986 wurde er Deutscher 8-Ball-Meister, Zweiter im erstmals ausgetragenen 9-Ball-Wettbewerb und Vierter im 8-Ball-Pokal. 1987 wurde er erneut Zweiter im 8-Ball und Dritter im 8-Ball-Pokal, womit er zum letzten Mal eine Medaille in der Altersklasse der Herren gewann.
Nachdem er bei der Deutschen Meisterschaft 1998 den dreizehnten Platz im 14/1 endlos erreicht hatte, wechselte er in die Altersklasse Senioren, in der er seitdem üblicherweise spielt. 1995 wurde er allerdings Fünfter bei der 9-Ball-WM der Herren. So hatte er ab Beginn des 21. Jahrhunderts großen Erfolg bei der Deutschen Senioren-Meisterschaft. Zwischen 2000 und 2008 konnte er im 14/1-endlos einen Titel, zwei Silbermedaillen und einmal Bronze gewinnen, während im 8-Ball vier Titel und zwei Silbermedaillen, im 9-Ball drei Titel und eine Bronzemedaille und im 8-Ball-Pokal zwei Meistertitel und eine Silbermedaille auf Geisen entfielen. Mit seinem damaligen Verein, dem BC Oberhausen, wurde er zudem im Jahr 2000 erneut Sieger der 1. Bundesliga Pool. Zudem hatte er zur gleichen Zeit großen Erfolg bei der Poolbillard-Senioreneuropameisterschaft und erreichte regelmäßig einen der vordersten Plätze, wobei er neunmal eine Disziplin gewinnen konnte. Danach kam Geisen nicht mehr in die letzten Runden eines wichtigen Turnieres. Geisen hat die A-Trainerlizenz des DOSB und ist Landestrainer des westfälischen Billardverbands sowie Trainer der Deutschen Billard-Jugend.